# Pachycrepoideus veerannai
Pachycrepoideus veerannai är en stekelart som beskrevs av T.C. Narendran och Anil 1992. Pachycrepoideus veerannai ingår i släktet Pachycrepoideus och familjen puppglanssteklar. Inga underarter finns listade i Catalogue of Life.